# Керешхеђ
 Керешхеђ (мађ. Kőröshegy) је насељено место у Мађарској. Керешхеђ је насеље у оквиру жупаније Шомођ. Насеље је познато због своје близине језеру Балатон, одмаралишту које сваке године привуче хиљаде посетилаца. Чувено је и по лаванди која се може поредити са оним из Тихања. Ово место је такође део винске регије Балатонбоглар, познате по производњи грожђа и вина. Аутопут М7 и његов вијадукт, назван Керешхеђи велђхид по насељу, пролазе кроз његов јужни део и постали су његов заштитни знак.

## Локација
Налази се три километра од јужне обале „Мађарског мора“, у долини, лежи дужином пута 6505 између Капошвара и Сантода. Сада је интегрисан са Балатонфелдваром на западном крају села, док се протеже један километар јужно од Сантода. На југу, Кереки је суседно насеље, удаљено два километра, 18 километара југозападно од Шиофока и 61 километар северно од седишта округа Капошвара.

## Историја
Регион је био насељен од праисторије, што потврђују археолошки налази. Први пут је документовано поменут 1082. године када га је Ласло I (Свети) укључио у имовину Веспремског каптола, а у оснивачком писму опатије Тихањ наведен је као део власништва Реда светог Бенедикта из опатије Панонхалм. Ово су Папа Александар III 1175. године и Папа Орбан II 1187. године потврдили. Папа Иноћентије III је 1215. године доделио део жупаније Шомођи, укључујући Керешхеђ, опатији Панонхалм за материјалне ресурсе, а бискупији Веспрем за црквене аспекте.
За време владавине краља Беле IV, господар Албеус је евидентирао кметове села, који су данас познати по имену. У 1376. години, то место је постало седиште управе имања Шомођи Панонхалмског реда.
Керешхеђ је био трговачки град на крају средњег века. Године 1532, пре доласка Турака, у самостану од 2.000 квадратних метара живело је 12 фрањеваца. (Његове рушевине су у дворишту данашње основне школе.) Под Турака, фрањевци су овде напустили свој манастир, црква је оштећена, а некада је функционисала као турска школа а некад као штала.
У турско време, то је било једно од седишта монахиња из Терекепања. У селу које се тада звало Керешварош, 1563. је било тридесет пореских обвезника, а 1580. тридесет пет. Сто година касније, када су Турци протерани из околине, било је познато само осамнаест пореских врата. Већ 1617. године село је имало учитеља и калвинистичког жупника. Средином 17. века становништво села је избегло од тусрског зулума у долину Диоша и на Диошку страну код Ђуђ пусте. До краја овог века, углавном реформисано становништво се инфилтрирало назад у село. Године 1671. обновио је своју порушену цркву.
Током револуције 1848/49. и рата за независност, неколико људи из Керешхеђа придружило се Националној гарди. Позадинске трупе војске бана Јелашића које су пролазиле кроз село биле су малтретиране и намамљене у локалне подруме, где су их напијали, а неколико њих је убијено. Током 19. века село се индустријализовало, радиле су воденице, изграђена је циглана, а наставили су да раде чувени пинтерски и бачварски цехови, који су деловали у традиционалном еснафском организационом оквиру.
Године 1862. велики пожар је уништио село, у коме су изгореле 43 куће, торањ реформаторске цркве, парошки и учитељски стан. Ипак, за осам година све је то обновљено.
Између 1924. и 1932. овде је власник био и гроф Жигмонд Сечењи.

## Становништво
Током пописа из 2011. године, 88,7% становника се изјаснило као Мађари, 2,8% као Немци, а 0,3% као Роми (10,7% се није изјаснило; због двојног идентитета, укупан број може бити већи од 100%). Верска расподела је била следећа: римокатолици 51%, реформисани 17%, лутерани 1,5%, гркокатолици 0,2%, без вероисповести 12,6% (17% се није изјаснило).